# 山形市立大曽根小学校
山形市立大曽根小学校（やまがたしりつ おおそねしょうがっこう）は、山形県山形市にある公立小学校である。

## 沿革
- 1874年（明治7年） - 開校[1]
- 1941年（昭和16年）4月1日 - 大曽根国民学校に改称[2]
- 1947年（昭和22年）4月1日 - 大曽根村立大曽根小学校に改称
- 1956年（昭和31日）4月1日 - 山形市立大曽根小学校に改称
- 1973年（昭和48年）5月16日 - 校舎改築完成[1]
- 1980年（昭和55年）3月31日 - 滝の平分校廃止[1]

## 学区
- 阿弥陀、才津、桜ケ丘、反町、辻 舞台、みのりが丘、村木沢（上平地区を除く）、若木、藤沢川[3]

## 卒業後
- 山形市側は山形市立第八中学校へ進学する[3]